# Francisco Antón Sanz
Francisco Antón Sanz (Madrid, 1909 - París, 14 de gener de 1976) va ser un dirigent comunista espanyol. Va ser el company de Dolores Ibárruri, Pasionaria durant la Guerra Civil Espanyola i els primers anys de la postguerra.

## Biografia
Francisco Antón Sanz va néixer a Madrid en 1909. Va ser emprat de la Companyia de Ferrocarrils del Nord. Va ingressar en el Partit Comunista d'Espanya en 1930, de la mà del seu germà Gregorio, que era secretari d'organització del partit a Madrid. Quan va esclatar la Guerra Civil, Antón era secretari del comitè provincial de Madrid del Partit Comunista d'Espanya.
A l'inici de la contesa, va formar part de l'aparell d'instrucció del Cinquè Regiment. En 1937 va ser nomenat comissari de l'Exèrcit del Centre, a les ordres del general Miaja. Quan a mitjan aquest any, el ministre de Defensa Nacional, Indalecio Prieto, va decretar que els comissaris polítics havien d'incorporar-se al capdavant, Antón va passar a ser ajudant del general Rojo. En finalitzar la guerra es va exiliar a França, i va continuar treballant per a la direcció del PCE a França. Després de l'abandó del país per part dels dirigents més importants del PCE, Antón va quedar com a responsable del partit a França. No obstant això, després de la signatura del Pacte Mólotov-Ribbentrop, els partits comunistes van ser il·legalitzats a França i Antón detingut i enviat al camp d'internament de Vernet d'Arièja. Va poder sortir d'allí gràcies a les gestions de les autoritats soviètiques i enviat a la Unió Soviètica a través de l'Alemanya nazi.
En la pugna pel lideratge del PCE després de la mort de José Díaz, Antón es va alinear amb Passionera, i va ser enviat a Mèxic en 1943 per a mantenir la disciplina dins del PCE davant la presència de Jesús Hernández. Després de l'alliberament de França va ser enviat allí, dirigint el partit a França juntament amb Santiago Carrillo. No obstant això, va caure en desgràcia en els cinquanta i va ser enviat a Polònia, amb la seva esposa i les seves dues filles, on va passar estretors i va haver de treballar en una fàbrica entre deu i dotze hores diàries per a poder subsistir. Va ser rehabilitat en 1957 i readmès en el comitè central del partit en 1964. Després de la seva rehabilitació, es va instal·lar en Txecoslovàquia, on va mostrar el seu suport a la Primavera de Praga.